# BabyMonster
BabyMonster (koreanska: 베이비몬스터), även känd som Baemon, är en sydkoreansk tjejgrupp bildad av YG Entertainment. Gruppen består av sju medlemmar: Ruka, Pharita, Asa, Ahyeon, Rami, Rora och Chiquita. Gruppen debuterade den 26 november 2023 med singeln "Batter Up".

## Diskografi

### Studioalbum
- Drip (2024)

### EP
- Babymons7er (2024)